# برايان موير
برايان موير (بالإنجليزية: Brian Muir)‏ هو مصمم أزياء تقليدية بريطاني، ولد في 15 أبريل 1952 في إنجلترا في المملكة المتحدة.

## وصلات خارجية
- الموقع الرسمي
- برايان موير على موقع IMDb (الإنجليزية)
- برايان موير على موقع قاعدة بيانات الفيلم (الإنجليزية)